# Come se non ci fosse un domani
Come se non ci fosse un domani è un singolo del cantautore italiano Omar Pedrini, pubblicato nell'aprile 2017 ed estratto dall'album omonimo, in uscita nel mese di maggio.

## Tracce
- Download digitale

1. Come se non ci fosse un domani